# جی‌ام‌سی تشون
جی‌ام‌سی تشون یک ون سبک است که توسط ژیانگلینگ موتورز بر اساس پلتفرم نسل چهارم فورد ترانسیت ساخته شده‌است.

## بررسی اجمالی
مدل ژیانگلینگ فورد از سال ۲۰۰۶ تا ۲۰۱۷ عرضه می‌شد.
- نمای جلو جی‌ام‌سی تشون
- نمای عقب جی‌ام‌سی تشون
- نمای عقب جی‌ام‌سی تشون